# Torre Werfen
Torre Werfen (también llamada Torre Zenit, Torre Banif) es un rascacielos en Hospitalet de Llobregat (Barcelona), España). Finalizadas las obras en 2009, el edificio tiene 25 pisos y una altura de 107 metros. La torre está situada en la plaza de Europa, número 21 de la localidad barcelonesa. Es la sede central del Grupo Werfen, una compañía de equipamiento médico.